# Tiffany (Wisconsin)
Tiffany es un pueblo ubicado en el condado de Dunn en el estado estadounidense de Wisconsin. En el Censo de 2010 tenía una población de 618 habitantes y una densidad poblacional de 7,97 personas por km².

## Geografía
Tiffany se encuentra ubicado en las coordenadas 45°4′47″N 92°4′19″O / 45.07972, -92.07194. Según la Oficina del Censo de los Estados Unidos, Tiffany tiene una superficie total de 77.51 km², de la cual 77.34 km² corresponden a tierra firme y (0.22%) 0.17 km² es agua.

## Demografía
Según el censo de 2010, había 618 personas residiendo en Tiffany. La densidad de población era de 7,97 hab./km². De los 618 habitantes, Tiffany estaba compuesto por el 95.63% blancos, el 0% eran afroamericanos, el 0% eran amerindios, el 3.56% eran asiáticos, el 0% eran isleños del Pacífico, el 0.32% eran de otras razas y el 0.49% pertenecían a dos o más razas. Del total de la población el 0.65% eran hispanos o latinos de cualquier raza.